# Maciej Kononowicz
Józef Stanisław Kononowicz, ps. Maciej (ur. 1 stycznia 1912 w Łasku, zm. 31 marca 1986 w Łodzi) – polski poeta, satyryk, prozaik oraz tłumacz literatury białoruskiej, poseł na Sejm PRL II kadencji.

## Życiorys
Urodził się 1 stycznia 1912 w Łasku, w rodzinie urzędnika skarbowego Franciszka Kononowicza (zm. 1954) i Anny z Mełczyńskich (zm. 1975). Miał starszą siostrę Irenę (1910–1969), lekarkę, i młodszego brata Marka (1914–2004), rzeźbiarza, grafika.
Był absolwentem Wydziału Humanistycznego (polonistyka) Uniwersytetu Warszawskiego. Jako poeta debiutował w 1935 w Antologii współczesnej poezji szkolnej. Używał wtedy pseudonimu Maciej Halin.
W okresie okupacji niemieckiej był podporucznikiem Armii Krajowej, instruktorem w tajnej szkole podchorążych. Od 6 sierpnia 1944 brał udział w powstaniu warszawskim w Batalionie „Kiliński” - 8. kompania, I pluton. W latach 1944–1945 był jeńcem Oflagu XC Lubeka.
Po wojnie, od 1945 mieszkał w Łodzi. Od 1948 był członkiem Stowarzyszenia PAX, wielokrotnie wybierany do Zarządu Stowarzyszenia. Kierownik redakcji Oddziału Łódzkiego „Słowa Powszechnego” (1947–1957). W latach 1955–1956 był redaktorem naczelnym tygodnika „WTK” (Wrocław). Pracował w tygodniku „Dziś i Jutro”. 
Był członkiem ZLP (od 1948), wiceprezesem Klubu Literatów „Krag” (1968), członkiem PEN-Clubu (od 1970). Dwukrotnie pełnił funkcję radnego m. Łodzi, wiceprzewodniczący Łódzkiego Komitetu FJN (1955–1956).
W latach 1957–1961 był posłem na Sejm.
W 1971 otrzymał nagrodę im. Włodzimierza Pietrzaka.
Zmarł w Łodzi, pochowany na cmentarzu przy ul. Ogrodowej.

## Twórczość
- Stacje liryczne (poezje)
- W ramionach srebrnych rzek (poezje)
- W sitowiu niebieskim (poezje)
- Portret nieurojony (poezje)
- Rekonstrukcja biografii (poezje)
- Biskup Michał. Prolegomena do portretu (szkic)
- Prawą ręką za lewe ucho (satyry)
- Szyfr o ojczyźnie (opowiadania)
- Kilka imion miłości (powieść)
- Gaj dębowy (poezje)
- Romantyczne i zielone (powieść)
- Przekażmy sobie znak pokoju (poezje)
- Wenus w małym miasteczku (powieść)
- Od strony serca (zbiór powieści)

## Ordery i odznaczenia
- Krzyż Kawalerski Orderu Odrodzenia Polski
- Warszawski Krzyż Powstańczy[6]
- Krzyż Armii Krajowej
- Odznaka 1000-lecia Państwa Polskiego
- Honorowa Odznaka Miasta Łodzi[7]
- Odznaczenie Światowej Rady Pokoju

Źródło.